# Hellebæk
Hellebæk är ett stationssamhälle vid Hornbækbanen och badort i Helsingørs kommun, Danmark, belägen nordväst om Helsingör och sammanvuxen med Ålsgårde. De bägge orterna utgör en tätort som 2017 hade 5 530 invånare.